# アレクサンドル・ベルリオーズ
アレクサンドル・ベルリオーズ（Alexandre Berlioz、1852年9月12日 - 1929年12月30日）は、フランスの神父。パリ外国宣教会に所属していた。来日し盛岡、東京、函館で布教した。カトリック函館教区の初代司教として活躍し、幾つもの修道会を招致した。

## 生涯
1852年9月12日フランス東南部ブールジェ湖北方サボア県セリエール・アン・シャンターニュに生まれる。1872年9月10日、20歳でパリ外国宣教会入会。1875年10月10日司祭叙階。香港で2年、マルセイユで1年会計係をつとめる。北日本司牧オズーフ司教に招かれて東京に渡来。盛岡、東京浅草で働いたのち、1884年（明治18年）春、函館に赴き巡回布教開始。冷温、多雨、農作物の不作、天然痘、コレラ等の災害の中、災害援助、死者埋葬に奔走する。同時に求道者教育に尽力。1884年（明治18年）から1890年（明治23年）までの6年間に215名に洗礼を授ける。1890年（明治23年）湯の川に孤児院設立。シャルトルの聖パウロ会に経営を委託する。これはのちに女子トラピスト会に移管され天使園大修道院の起源となった。1891年（明治24年）北日本代牧区が東京と函館教区に二分されると、同年7月25日浅草教会で司教に叙階され、函館新教区長となる。慈善病院、女学校、孤児院を設立し、樺太から佐渡島まで多くの教会、聖堂を建築。1896年（明治29年）トラピスト会を1897年（明治30年）女子トラピスト会を招き、教区教化を厚くした。1901年（明治34年）には仙台に小神学校を設立し、邦人司祭の養成を図った。なお、室蘭と白老に小聖堂を建てたがアイヌ族への宣教は成功しなかった。1907年（明治40年）フランシスコ会士とマリアの宣教者フランシスコ修道女会を札幌に招いた。同年ドイツより神言会を招き、新潟、秋田、山形の布教を任せた。在職中は津波、地震、火事の被害を多く受け、特に1907年（明治40年）の元町教会の損害は、司教が海外で集めた寄付の20倍にも及ぶものであった。1921年（大正10年）函館の大火でまたも聖堂、司教館、学校、診療所を焼失したが、再び渡米し、復興資金を調達した。この旅行中風邪がもとで肺炎にかかり、体力を消耗。1925年（大正14年）司祭叙階50年の金祝を迎え、1927年（昭和2年）7月25日健康上の理由で隠退。その後香港の宣教会ナザレト館に赴くが、なおも在留邦人への教化を続けた。香港で1年半ほど過ごし1929年（昭和4年）6月フランスに帰国。12月28日フランスのモンベトンにあるパリ外国宣教会療養所にて死去。